# Sociopoétique
 (octobre 2018).
- Si vous ne connaissez pas le sujet, laissez ce bandeau (vous pouvez alors contacter les auteurs).
- Si vous supprimez le contenu mis en cause (vous pouvez préalablement contacter les auteurs),

argumentez précisément cette suppression dans la page de discussion
(un manque de référence n'est pas un argument ; une recherche réelle de référence doit avoir été effectuée, être formellement documentée).
 (octobre 2018).
Si vous disposez d'ouvrages ou d'articles de référence ou si vous connaissez des sites web de qualité traitant du thème abordé ici, merci de compléter l'article en donnant les références utiles à sa vérifiabilité et en les liant à la section « Notes et références ».
Créée par Alain Montandon, la sociopoétique est un champ d'analyse dans le domaine des études littéraires qui, nourri d'une culture des représentations sociales comme avant-texte, permet de saisir à quel point ces représentations participent de la création littéraire et d'une poétique. Ce champ d’analyse se présente donc comme une poétique au sens étymologique du terme, qui prend en compte les représentations sociales comme éléments dynamiques de la création littéraire.

## Historique
Le sociologue Émile Durkheim, dans Les Formes élémentaires de la vie religieuse (1912), avait introduit la notion de représentation collective, en liaison avec celle de conscience collective. Cette notion de conscience collective se réfère à l'existence de contenus d'origine sociale dans le psychisme des individus, des représentations d'origine collective, commune à tous les membres du groupe.
Cette notion de représentation sociale avait été quasiment oubliée pendant un demi-siècle avant que les historiens des mentalités ne lui redonnent sa place en abordant l'histoire des attitudes reposant sur des représentations collectives. Ces historiens (également Michel Foucault pour la folie, Norbert Elias pour les mœurs,) s'intéressent à des champs divers : représentations de la prostitution pour Alain Corbin, du propre et du sale pour Georges Vigarello, de l'apparence vestimentaire pour Daniel Roche. Serge Moscovici, en 1961, dans son ouvrage La psychanalyse, son image et son public, remet en avant le concept de représentation sociale et de nombreux chercheurs se sont intéressés ensuite aux représentations sociales : Claudine Herzlich a étudié les représentations de la santé et de la maladie, Denise Jodelet a étudié les représentations sociales du corps humain. Sont aussi pris en compte les travaux des anthropologues tels que François Laplantine, ceux des sociologues comme Pierre Bourdieu ou encore des historiens de l'histoire des mentalités (Philippe Ariès, Georges Duby, Roger Chartier).
Le terme de sociopoétique a été d’abord employé en des sens divers. Parfois pour indiquer seulement qu'il s'agit d'une approche faisant place à des données sociologiques. D’abord au Brésil, puis au Québec, la sociopoétique a été ensuite entendue ensuite par Alain Viala dans la perspective des études de réception. Dans Approches de la réception, écrit avec Georges Molinié, il définissait l'objet de la sociopoétique comme la corrélation entre les faits de société et les concrétisations historiques de la poétique chez tel ou tel écrivain. Jérôme Meizoz a envisagé simultanément dans l'optique de la production et dans celle de la réception le texte littéraire, dont l’étude veut échapper au déterminisme des théories du « reflet ». Valérie Stiénon dans son étude sur les Physiologies parisiennes situe ce petit genre éditorial et contextuel dans l'espace des possibles formels de la monarchie de Juillet, en conciliant démarche poéticienne et étude du medium. On considère les genres comme codes sociaux, prenant en compte pacte de lecture, pacte de sociabilité et horizon d'attente. Si les Nineteenth-Century French Studies ont ouvert une rubrique « Sociopoétique » pour rendre compte de certains ouvrages, il convient de remarquer certaines résistances dues en partie au manque de familiarité avec des approches transdisciplinaires exigées par la sociopoétique.

## Actualité de la sociopoétique
Sous l’impulsion d’Alain Montandon, la sociopoétique s'attache à examiner comment l'écriture travaille, consciemment ou moins consciemment, les représentations sociales et permet d'appréhender ces dernières comme éléments dynamiques de la création littéraire. Il s'agit d'analyser la manière dont les représentations et l'imaginaire social informent le texte dans son écriture même.
Or, en tant que phénomènes, les représentations sociales se présentent sous des formes variées, plus ou moins complexes. Elles sont liées à la réception, à l'intégration et à l'interprétation consciente ou non des faits de société par l'écrivain. Elles peuvent se traduire en images qui condensent un ensemble de significations, en systèmes de références qui permettent de mieux cerner un ensemble de données et de leur conférer un sens, ou encore en catégories qui servent à classer les circonstances, par exemple. On voit quelle peut être l'importance de l'interface du psychologique et du social dans le contexte concret où sont situés individus et groupes, associés à différents systèmes de valeurs culturelles et à différents codes et idéologies en fonction de leur appartenance sociale spécifique.
Alain Montandon considère la sociopoétique moins comme une méthode que comme un champ d'analyse qui, nourri d'une culture des représentations sociales comme avant-texte, permet de saisir combien celui-ci participe de la création littéraire et d'une poétique. C’est à partir des représentations que l'on peut suivre les procédés poétiques qui en sont issus et voir comment les représentations organisent, structurent et dynamisent le champ de la création littéraire.
L’équipe dirigée par Alain Montandon s’est d’abord intéressée à l’histoire des savoir-vivre et de la politesse en Europe avec des thématiques portant sur l’étude des représentations de l'étiquette, de la convivialité, des manières de table, des espaces de la civilité. Ont été pris en compte les problèmes liés à l'imagologie, aux stéréotypes, aux préjugés, aux systèmes de valorisations implicites et explicites de soi-même et de l'autre dans le cadre de l'interculturalité. La connaissance de ce champ de représentations des interactions sociales sous l’angle de l'histoire des civilités amène à une relecture de certains textes littéraires, non comme reflet, mais comme mise en mouvement, en pratique créatrice des représentations. Ces travaux ont permis d'inscrire la création poétique dans le champ des représentations sociales, qu'il s'agisse de la conversation, du grotesque, de la danse, de la promenade, du deuil, de l’hospitalité, du vêtement, du repas.